# Церква Святого Миколая (Дружиловичі)
Миколаївська церква — дерев'яний православний храм у селі Дружиловичі, пам'ятка народного зодчества.

## Історія
Миколаївська церква в Дружиловичах була вже в 1450-1460-і роки, коли отримала додання від Пінського князя Юрія Семеновича.
Розташована в центрі села. Побудована в 1777 році з дерева на кошти поміщика Арешки.

## Архітектура
Будівля спочатку складалося з прямокутного в плані основного зрубу і апсида з низькими ризницями. На початку XX століття до основного зрубу прибудували бічні приміщення, в результаті чого план придбав форму хреста. На головному фасаді-триярусна Четверикова дзвіниця. Над дзвіницею і в середині даху восьмигранні барабан з головками. Стіни горизонтально обшиті і прорізані прямокутними, в прибудовах хрестоподібними віконними прорізами. Основний обсяг і апсида мають балочне перекриття, прибудови — циліндричне склепіння. Над входом хори на двох стовпах.

## Інтер'єр
В інтер'єрі балкова стеля переходить в циліндричне склепіння в бічних прибудовах. Над входом — хори. Апсида виділена дерев'яним різьбленим двоярусним іконостасом, виконаним у 1830-і рр. богослужіння ведуться за Євангеліями 1771 р. і 1863 р. На дзвіниці підписний дзвін 1707 р.